# Weissenhaus

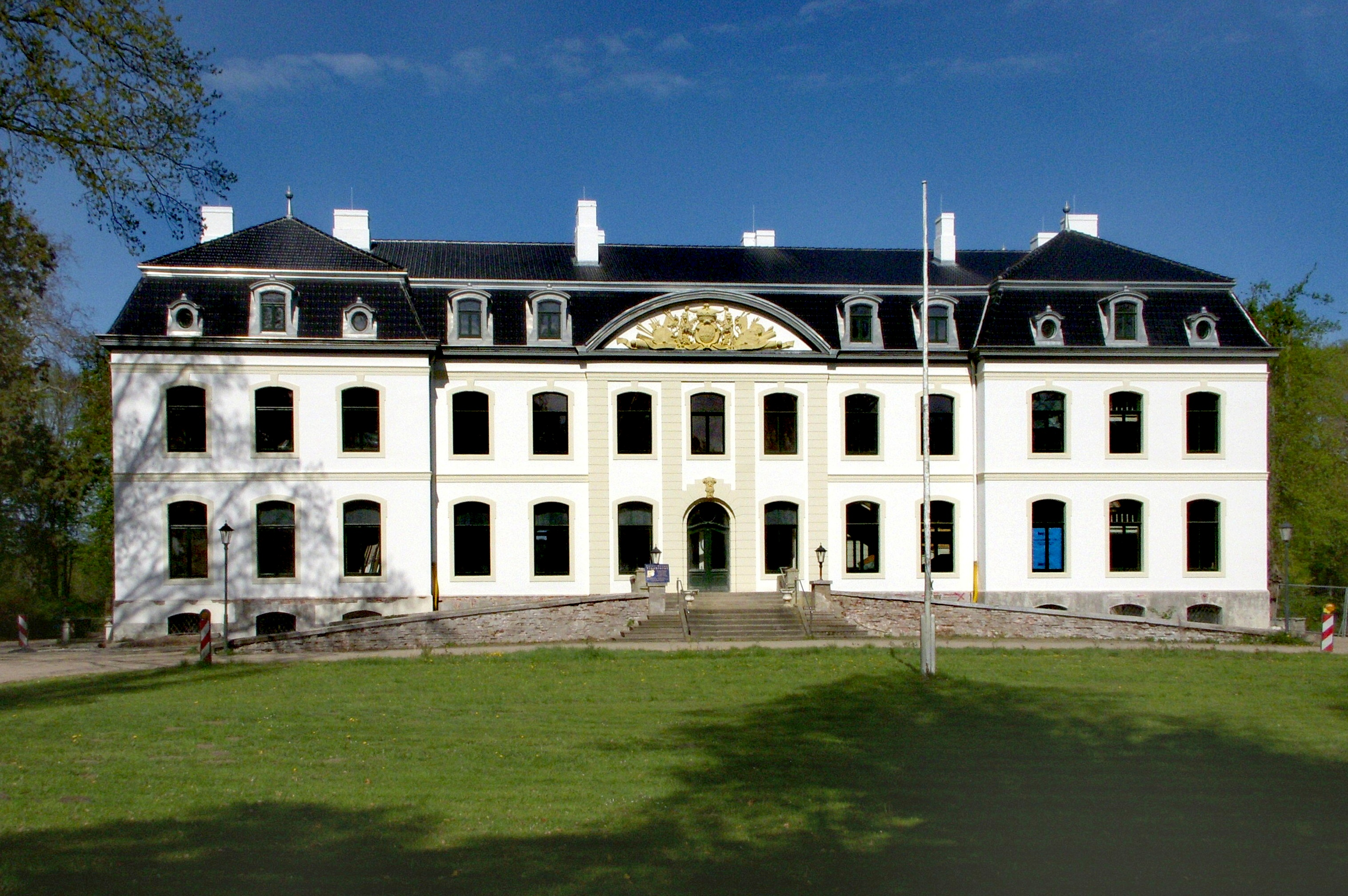
Weissenhaus, fasad mot syd i maj 2012.

Weissenhaus (på tyska Gut Weißenhaus) är en herrgård och ett gods i Kreis Ostholstein i Schleswig Holstein, Tyskland. Anläggningen som består av flera byggnader med bland annat Schloss Weissenhaus är belägen vid Weissenhäuser Strand intill Östersjön. Slottet och dess byggnader samt parken genomgick en grundlig renovering under åren 2006 till 2012. År 2013 öppnas Weissenhaus som en spainrättning och konferensanläggning.

## Historik

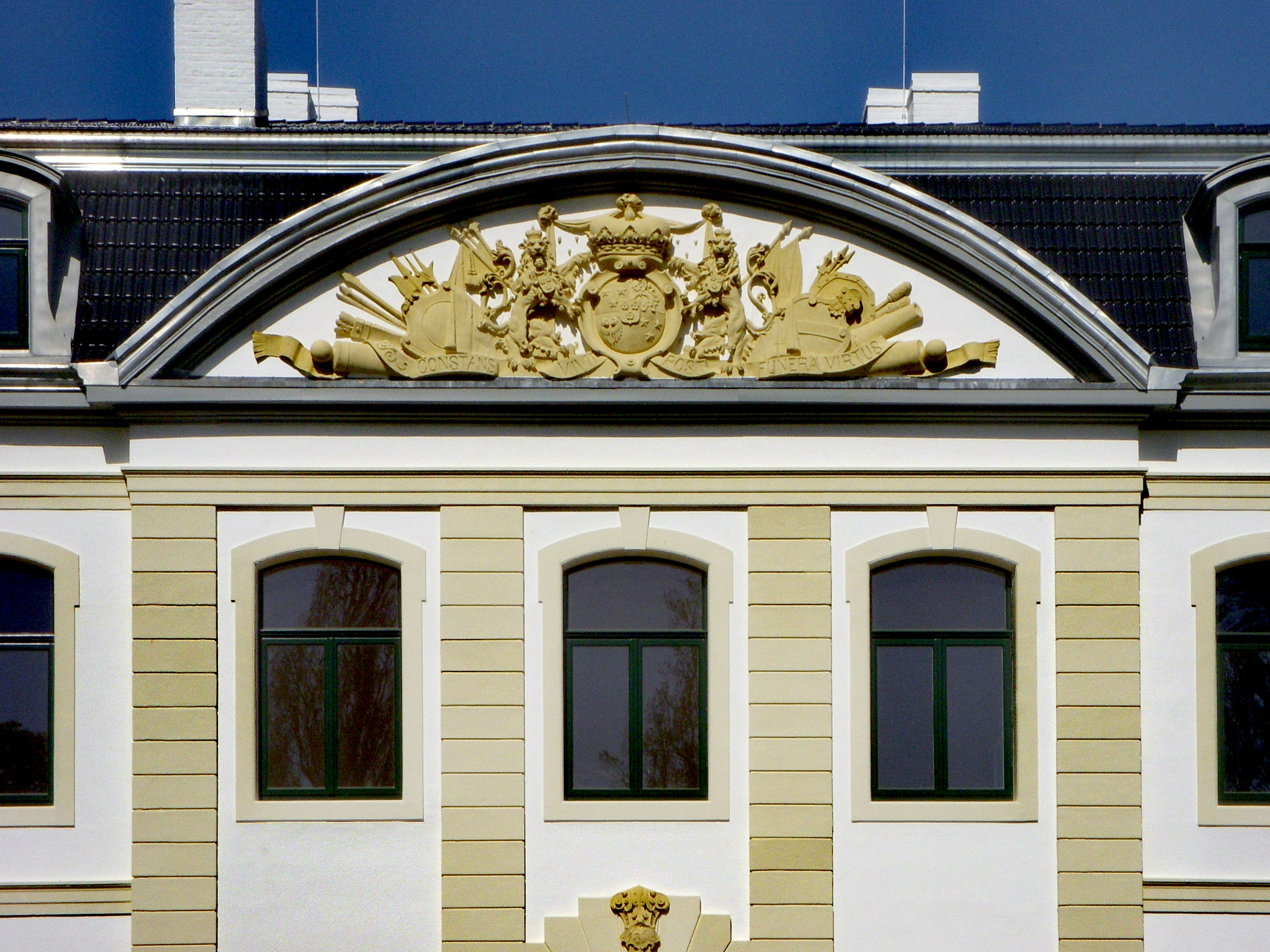
Byggnadens tympanon.

Weissenhaus grundades på 1600-talet som ett självständig gods och fanns sedan omväxlande i familjerna Rantzaus och Pogwischs ägo. År 1739 förvärvades egendomen av familjen von Platen som nyttjade det som sommarvistelse. År 1741 anlades en barockträdgård och efter 1830 blev Weissenhaus familjen von Platens ständiga säte. 1895 brann slottet ner, men återuppbyggdes i neobarock och fick då sitt nuvarande utseende.

## Nutid
Efter andra världskriget avvecklades lantbruket och slottet nyttjades dels som flyktingförläggning och senare som skola, galleri och som semesterlägenheter. År 2005 köptes godset av företagaren Jan Henric Buettner från Hamburg som inledde en omfattande renovering och restaurering av fastighetsbeståndet och parken. För år 2013 planeras en nyinvigning av anläggningen som består av ett 30-tal byggnader på ett 75 hektar stort område.